# Marcia Reale Italiana
La Marcia Reale Italiana (es: Marcha Real Italiana), más conocida como "Marcia Reale", es la marcha de desfile compuesta por Gabetti en 1834 en honor del rey de Cerdeña Carlos Alberto, al que le encantó. Carlos Alberto la agregó al patrimonio de canciones de la Casa de Saboya y la adoptó como himno nacional del Reino de Cerdeña.
Con la unificación de la península y la fundación del Reino de Italia bajo el rey Víctor Manuel II, en 1861, la Marcia Reale se convirtió en el himno nacional italiano.
En 1924, durante el régimen fascista, la Marcia Reale fue flanqueada por la canción fascista Giovinezza por voluntad de Mussolini.
Cuando empezó la Guerra civil italiana, en 1943, el himno italiano se convirtió en La canzone del Piave, canción de la Primera Guerra Mundial, por voluntad del príncipe Humberto de Saboya, para dar coraje a los que combatían contra los fascistas.

## Letra
Dado que la Marcia Reale es una composición exclusivamente instrumental, no hay texto oficial. Después de la unificación de Italia, cuando la canción se convirtió en un himno nacional, la gente trató de darle palabras, pero la particularidad de la música, que hace que no sea muy adecuado para cantar, hizo que cualquier aplicación de texto sea difícil durante décadas. Sin embargo, hay algunos textos no oficiales, a menudo de atribución incierta, que acompañaron en numerosas ocasiones la ejecución del himno.
Esta es la versión más conocida.

Texto

Viva il Re!

Viva il Re!

Viva il Re!

Le trombe liete squillano

Viva il Re!

Viva il Re!

Viva il Re!

Con esso i canti echeggiano

Rullano i tamburi

le trombe squillano

Cantici di gloria

eleviamo con fervor

Viva l'Italia,

l'Italia evviva!

Evviva il Re!

Viva L'Italia,

evviva il Re!

Evviva il Re!

Viva l'Italia!

Viva il Re!

Viva il Re!

Tutta l'Italia spera in Te,

crede in Te,

gloria di nostra stirpe,

segnal di libertà,

di libertà, di libertà,

di libertà.

Quando i nemici agognino

i nostri campi floridi

dove gli eroi pugnarono

nelle trascorse età,

finché duri

l'amor di patria fervido,

finché regni

la nostra civiltà.

L'Alpe d'Italia libera,

dal bel parlare angelico,

piede d'odiato barbaro

giammai calpesterà

finché duri l'amor di patria

fervido,

finche regni

la nostra civiltà.

Come falange unanime

i figli della Patria

si copriran di gloria

gridando "libertà".
Traducción

Viva el rey

Viva el rey

Viva el rey

las trompetas felices suenan

Viva el rey

Viva el rey

Viva el rey

con él los cantos resuenan

redoblan los tambores

las trompetas suenan

cánticos de gloria

levantamos con fervor

Viva Italia

Hurra Italia

Viva el rey

Viva Italia

Viva el rey

Viva el rey

Viva Italia

Viva el rey

Viva el rey

toda Italia espera en Ti

cree en Ti

gloria de nuestro linaje

signo de libertad

de libertad, de libertad

de libertad

cuando los enemigos anhelan

nuestros campos floridos

donde los héroes lucharon

en las edades pasadas,

hasta que dure el amor por la Patria

fervido

hasta que regne

nuestra civildad.

Las Alpes de Italia liberas,

del buen hablar angelico,

un pie de odiado bárbaro

nunca más las tocará

hasta que dure el amor por la Patria

fervido

hasta que regne

nuestra civildad.

Como falange unánime

los hijos de la Patria

se cubrirán de gloria

gritando "libertad".